# Corynesporopsis quercicola
Corynesporopsis quercicola är en svampart som först beskrevs av Borowska, och fick sitt nu gällande namn av P.M. Kirk 1981. Corynesporopsis quercicola ingår i släktet Corynesporopsis, divisionen sporsäcksvampar och riket svampar.   Inga underarter finns listade i Catalogue of Life.